# Karancsberény
Karancsberény is een plaats (község) en gemeente in het Hongaarse comitaat Nógrád. Karancsberény telt 995 inwoners (2001).